# Phrynosoma orbiculare

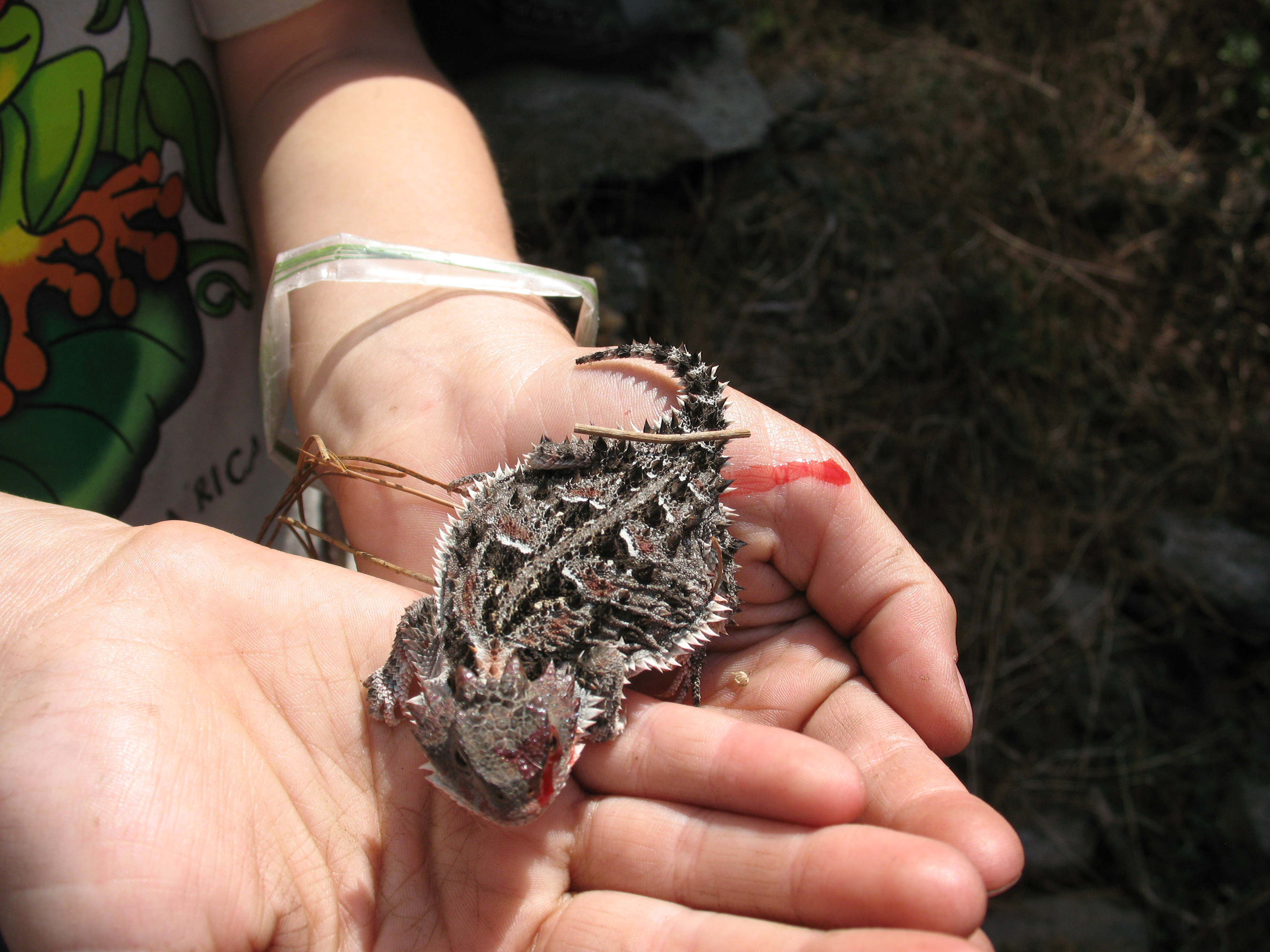
Phrynosoma orbiculare

El camaleón de montaña, llora sangre o sapo cornudo (Phrynosoma orbiculare) es una especie de lagarto de la familia Phrynosomatidae. Tiene cuerpo rechoncho y tamaño  de 8 a 12 cm con gran cantidad de espinas o cuernos vistosos desde cabeza a cola. Es endémica de México y se distribuye principalmente en los matorrales del Altiplano Central Mexicano. Su nombre viene del latín orbis que significa circular. Se considera amenazado (A) por la Norma Oficial Mexicana 059 de SEMARNAT. Y en preocupación menor (LC) por la lista roja de la IUCN. Suele ser capturada para venderse como mascota, pero no sobrevive al cautiverio sin los cuidados correctos.

## Descripción
En México se le conoce como camaleón llora sangre, dragoncito, falso camaleón o lagartija cornuda. Aunque no son camaleones, sino lagartijas y se agrupan en la familia Phrynosomatidae. Es una lagartija de tamaño mediano, los adultos presentan una longitud hocico cloaca (LHC) de 78.2 a 89.8 mm. Presentan un color dorsal grisáceo o pardo oscuro, en la región del occipucio un par de manchas negras y en medio manchas claras difusas. La región ventral es amarillo clara, con varios puntos oscuros y escamas suaves y manchas negras en la región pesctoral-abdominal. 13 poros femorales en cada pierna.
Superficie dorsal del cuerpo, cola, región femoral y tibial cubiertas por escamas granulares. Escamas grandes, aquilladas o en forma de espina. Son de cuerpo aplanado dorsoventralmente, tienen una hilera de escamas continuas en forma de espinas suaves en la parte lateral del cuerpo. Dos cuernos occipitales cortos, tres cuernos temporales en cada lado, de los cuales el externo es más pequeño.

## Comportamiento
Estas lagartijas, que dependen de energías externas de calor para realizar sus funciones vitales, son principalmente activas por las mañanas y las tardes. Cuando se torna ardiente el sol buscan lugares con sombra para descansar y regular su temperatura; por las noches regresan a su refugio que puede encontrarse en ramas, hoyos en la tierra o bajo piedras. Están adaptadas a ambientes que son cálidos y secos, incluso a climas fríos. La reproducción es de tipo sexual y la camada de una hembra varía dependiendo de la especie. La alimentación de estos animales es una de sus características más sobresalientes: se han especializado en hormigas que constituyen 70 % del volumen de su dieta; algunos, como el caso del camaleón cornudo real, pueden consumir hasta 300 hormigas. También se alimentan de otros invertebrados como termitas, grillos, escarabajos y arañas con los que complementan su dieta. Por lo general, buscan a sus presas en áreas abiertas moviéndose en silencio, o simplemente las esperan, aunque también se les ha visto cerca de los hormigueros. Cuando divisan a su presa, los lagartos cornudos la atrapan rápidamente con su lengua pegajosa para luego tragarla. Sin embargo, este depredador de hormigas puede convertirse a su vez en presa fácil, pues cuando está a la caza se expone a sus depredadores más comunes: coyotes, serpientes, ardillas, perros, gatos y aves de rapiña, como halcones y zopilotes.

## Distribución

### Distribución histórica
La especie presenta una distribución restringida a la República Mexicana, desde norte en el estado de Chihuahua, Colima, Durango, Nuevo León, hasta el sur este de la planicie Mexicana, pasando por la Ciudad de México, Estado de México, Guanajuato, Hidalgo, Jalisco, Querétaro, Michoacán, Morelos, Puebla, San Luis Potosí, Tlaxcala, Veracruz y Zacatecas (Smith and Taylor, 1950; Reeve, 1952; Hodges, 1998).

### Distribución actual
Aunque se desconoce el número de poblaciones actuales, por los registros de colegas y presentaciones en congresos nacionales de herpetología, aún se localiza en la mayoría de los estados que a continuación se mencionan: Chihuahua, Colima, Durango, Nuevo León, Distrito Federal, Estado de México, Guanajuato, Hidalgo, Jalisco, Querétaro, Michoacán, Morelos, Puebla, San Luis Potosí, Tlaxcala, Veracruz y Zacatecas, sin embargo, presentan densidades poblacionales bajas.

## Hábitat
Esta especie se encuentra en zonas abiertas, entre plantas arbustivas crasas, pastos, yucas y plantas herbáceas (Montanucci, 1981).

### Microambiente
Esta especie se encuentra sobre el suelo, en zonas donde abundan plantas arbustivas,  pastos, yucas y plantas herbáceas.

### Macroclima
Habita en zonas semidesérticas (Davis, 1953), y se ha registrado para zonas de clima templado en altitudes que van desde los 1371, hasta los 3352 metros (Montanucci, 1981; Castro-Franco, 2002).

## Amenazas

### Factores de riesgo
Destrucción del hábitat por la conversión a zonas de cultivo, pastoreo y urbanización (Rodríguez-Romero, Hernández-Gallegos y Méndez de la Cruz, 2002, personal), estas lagartijas son consideradas como especie altamente sujeta a captura para su comercio como mascota.

### Situación actual del hábitat con respecto a las necesidades de la especie
La principal amenaza para esta especie de lagartija, es la destrucción o fragmentación de su hábitat por diferentes factores como la agricultura, pastoreo y urbanización; la depredación por aves y mamíferos domésticos también representa un factor de riesgo.

## Ecología
Son lacertilios vivíparos. Los machos presentan aparente actividad espermatogenica en febrero y las hembras probablemente tienen folículos vitelogénicos en agosto, también se reportan crías en agosto (Davis and Smith, 1953; Fitch, 1970; Castro-Franco, 2002). No obstante lo anterior, se desconocen más detalles de otros aspectos de la historia de vida de la especie (Rodríguez-Romero, Hernández-Gallegos y Méndez de la Cruz, 2002 personal).

## Relevancia de la especie
Es importante porque es una de las pocas lagartijas del género que habita zonas desérticas y templadas con modo reproductor vivíparo al que se derivó en otros reptiles. Además de ser utilizadas como mascotas. Los pueblos indígenas de Mesoamérica tenían una relación especial con las especies del género Phrynosoma, algunos le atribuían el símbolo de la fuerza, otros pensaban que curaba enfermedades, porque representaban a los ancianos. Actualmente es una especie protegida. De los seis tipos de camaleón falso viven en zonas desérticas de Chihuahua a Chiapas y existían desde hace tres millones de años (documentado por fósiles). Su dieta consiste básicamente de insectos, en especial hormigas, las que capturan con su lengua pegajosa.